# Зуокас, Артурас
Арту́рас Зуо́кас (лит. Artūras Zuokas, 21 февраля 1968, Каунас, Литовская ССР, СССР) — литовский журналист, политик, предприниматель, мэр Вильнюса в 2000—2003, 2003—2007 и в 2011—2015 годах.

## Биография
После окончания школы служил в Советской Армии. После армии поступил в Вильнюсский университет. В 1998 году закончил Вильнюсский университет по специальности «журналистика». Помимо литовского владеет английским, немецким, русским языками.
Ещё во время учёбы начал работать журналистом — в Баку, Ираке, где познакомился с представителями компании «Independent Television News Ltd». Создал закрытое акционерное общество «Baltijos naujienų agentūra» (BNA, «Агентство балтийских новостей»), которое занималось также презентациями и консультированием зарубежных компаний. Занимался торговлей электроникой, участвовал в приватизационных проектах, был причастен к проникновению в Литву компаний «United Colors of Benetton», «McDonald’s Europe».
С середины 1990-х годов был одним из инициаторов возрождения Заречья (Ужупис, лит. Užupis) — казавшегося безнадёжным районом в Вильнюсе — и создания Ужупской Республики (Užupio Respublika).

## Политическая деятельность
Участвовал в президентской избирательной кампании Валдаса Адамкуса 1998. Стал членом Союза либералов Литвы (лит. Lietuvos liberalų sąjunga). Был его вице-председателем; председателем был Роландас Паксас. Зуокас руководил избирательной кампанией либералов в выборах Сейма Литовской Республики в 2000, в результате которой в парламент прошло 34 члена партии. 31 мая 2003 стал председателем Союза либералов и центра (Liberalų ir Centro Sąjunga).

### Мэр Вильнюса
С 2000 член Совета самоуправления города Вильнюса; осенью 2000 избран мэром Вильнюса (15 ноября 2000 — 9 апреля 2003). После выборов в самоуправление города Вильнюса после переговоров и скандальных голосований, законность которых длительное время расследовалась судебными инстанциями, 25 июня 2003 вновь стал мэром города (до февраля 2007).
Известен масштабными и не всегда продуманными затеями, а также рядом коррупционных скандалов 2006—2007 гг.
На выборах в самоуправления 25 февраля 2007 партия Зуокаса заняла третье место в стране с 11,74 % и 182 мандатами, а в вильнюсском самоуправлении получила 9 мандатов из 51. После длительных переговоров 16 апреля 2007 года мэром был избран Юозас Имбрасас (Juozas Imbrasas), представитель занявшей первое место по числу мандатов партии либерал-демократов «Порядок и справедливость» (Tvarka ir teisingumas), и Зуокас лишился своего поста.
21 апреля 2011 года А.Зуокас был вновь избран на пост мэра столицы. Некоторые из достижений на посту мэра — запуск городской сети проката велосипедов «Cyclocity Vilnius» с 15 июля 2013 года (так называемые «оранжевые велосипеды»), введение скорых автобусов взамен маршрутных такси в июле 2013 года. Являлся сторонником сохранения скульптур на Зелёном мосту.
Прошёл во второй тур на выборах мэра Вильнюса в 2015 и , но в нём проиграл.

## Предпринимательская деятельность
Зууокасу принадлежит (2010) 71 % акций группы BNA, у которого есть два дочерних предприятия: Тракайский яхт-клуб «Жальгирис» и «BNA-ergo» (который владеет двумя магазинами одежды — «United Colors of Benetton» и «Sisley» на торговых площадях «Акрополиса» и «Озас»).

## Семья
- Первая жена - Агне Зуокене (Agnė Zuokienė);
- Вторая жена - Аугуста Зуоке (Augusta Zuokė);
  - три дочери и сын.

## Интересные факты
- 24 мая 2011 года в предынфарктном состоянии доставлен в реанимационное отделение больницы г. Вильнюса[4], но диагноз не подтвердился, а медики диагностировали пищевое отравление.[5]
- В сентябре 2011 года был награждён Шнобелевской премией за предложение бороться с нелегально припаркованным машинами класса люкс с помощью танков[6][7].